# Alone (album de Bill Evans)
Pour les articles homonymes, voir Alone.
Albums de Bill Evans
Bill Evans at the Montreux Jazz Festival
(1968) What's New
(1969)
Alone est un album du pianiste de jazz Bill Evans enregistré et publié en 1968.

## À propos de l'album
Alone est le premier disque en solo du pianiste, et le dernier album enregistré pour Verve.
Le LP original ne comptait que 5 titres. Never let me go occupe toute la face B du LP. Ce morceau a été popularisé par la chanteuse Dinah Washington en 1956.
Le disque vaut à Evans son troisième Grammy, catégorie « meilleure performance jazz, petit ensemble ou soliste ».

## Réception critique
Pour Alain Gerber, Alone est un « bijou – et pas un petit. […] Sauf peut-être dans Conversations with Myself, il aura rarement plongé aussi loin, et d'un coup de reins aussi élégant, dans ses abysses intimes. » Thomas Conrad (JazzTimes) dit de cet album qu'il est le « paradigme du disque de solo piano introspectif. »
Plusieurs musiciens de jazz citent ce disque comme référence, comme Eliane Elias ou Jacky Terrasson, qui loue la simplicité, la fluidité et le romantisme de Never let me go.
Pour Scott Yanow (AllMusic), Alone est un des enregistrements les plus faibles qu'ai fait Evans pour Verve, avec un jeu parfois décousu, un répertoire ni varié ni inspirant.

## Titres de l’album
| No | Titre                                | Auteur                              | Durée |
| -- | ------------------------------------ | ----------------------------------- | ----- |
| 1. | Here's that rainy day                | Jimmy Van Heusen, Johnny Burke      | 5:17  |
| 2. | A time for love                      | Johnny Mandel, Paul Francis Webster | 5:02  |
| 3. | Midnight mood                        | Joe Zawinul, Ben Raleigh            | 5:16  |
| 4. | On a clear day (you can see Forever) | Burton Lane, Alan Jay Lerner        | 4:45  |
| 5. | Never let me go                      | Ray Evans, Jay Livingston           | 14:28 |

Titres additionnels sur la réédition en cd de 2002
| No  | Titre                                                    | Auteur                                                       | Durée |
| --- | -------------------------------------------------------- | ------------------------------------------------------------ | ----- |
| 6.  | Medley : All the Things You Are / Midnight mood          | Oscar Hammerstein II, Jerome Kern / Joe Zawinul, Ben Raleigh | 4:05  |
| 7.  | A time for love (prise alternative)                      | Johnny Mandel, Paul Francis Webster                          | 4:45  |
| 8.  | Midnight mood (prise alternative)                        | Joe Zawinul, Ben Raleigh                                     | 4:21  |
| 9.  | On a clear day (you can see forever) (prise alternative) | Burton Lane, Alan Jay Lerner                                 | 4:16  |
| 10. | Never let me go (prise alternative)                      | Ray Evans, Jay Livingston                                    | 10:37 |
| 11. | The two lonely people (prise incomplète)                 | Bill Evans                                                   | 6:36  |

Les titres 7 à 11 ne sont pas présents sur le coffret The complete Bill Evans on Verve : les bandes ont été retrouvées après la publication de ce coffret.

## Personnel
- Bill Evans : piano

## Crédits
- Helen Kane : production[9]
- Ray Hall : ingénieur du son
- Val Valentin : direction
- Mickey Leonard : consultant
- Nancy Reiner : dessin de la pochette
- Sid Maurer : direction artistique